# Аварийное освещение

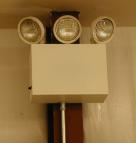
Аварийное освещение с внешним аккумулятором

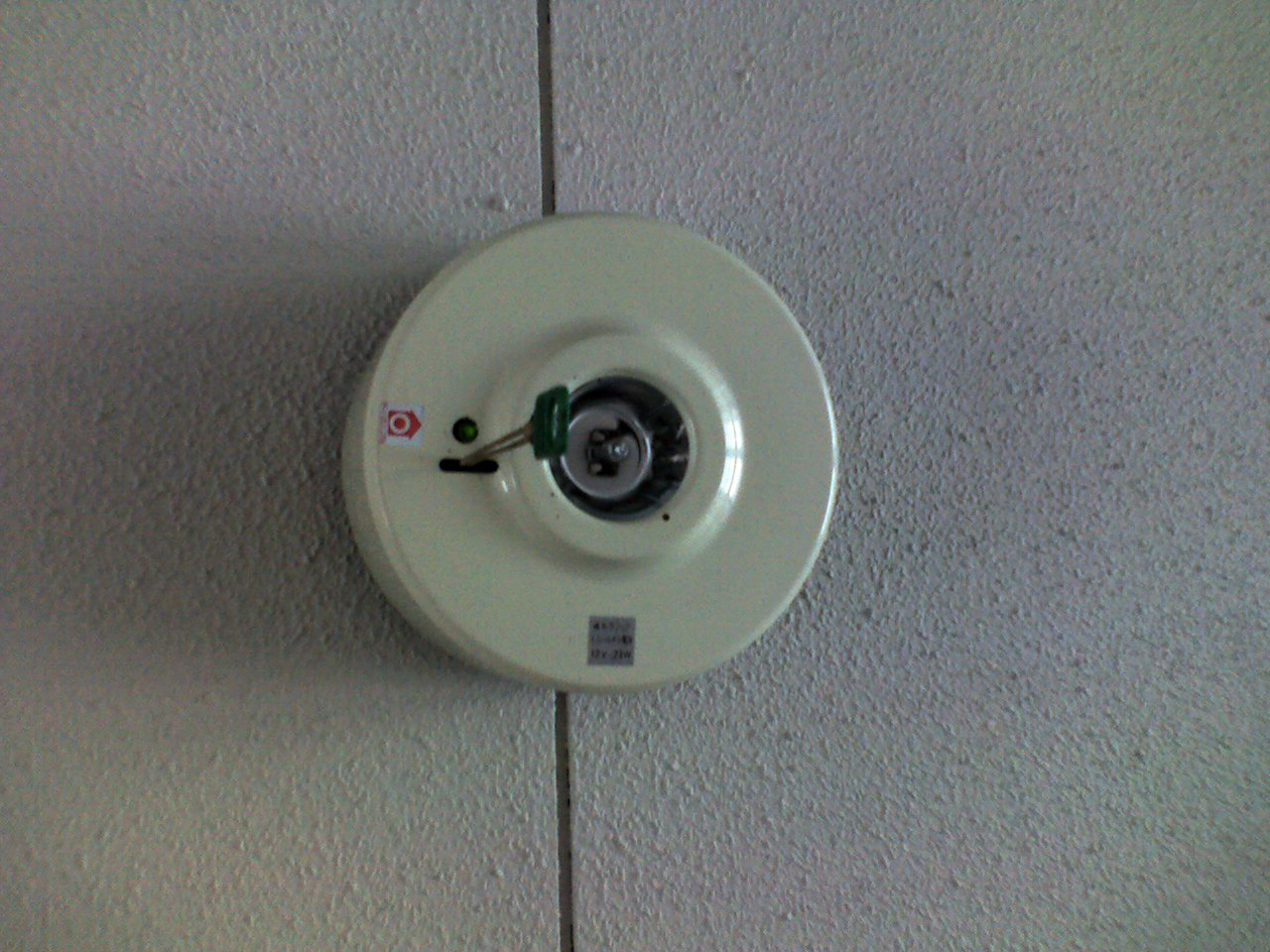
Маленький аварийный светильник

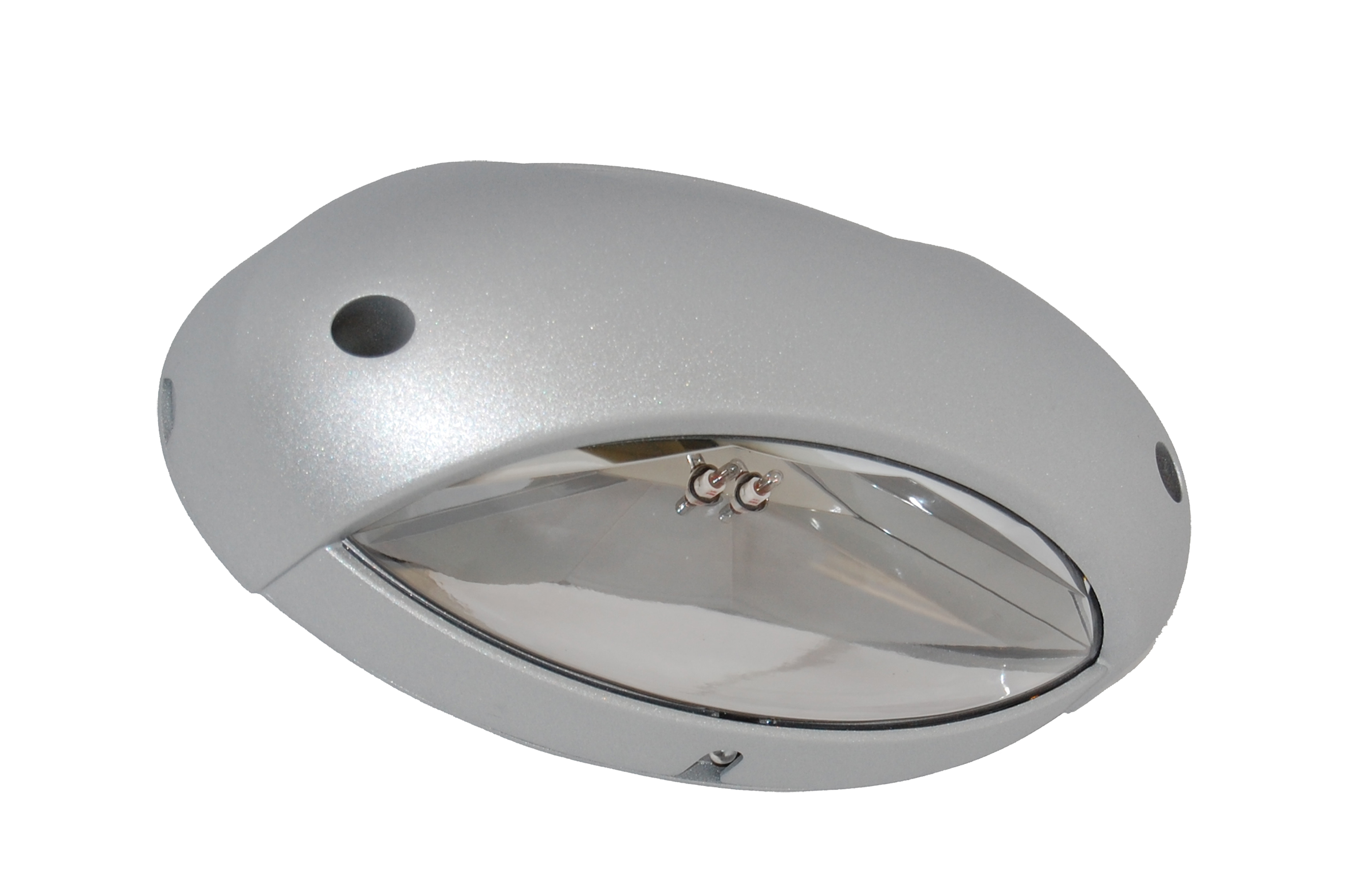
Современный аварийный светильник

Аварийное освещение — освещение, предназначенное для использования при нарушении питания рабочего освещения. Наличие аварийного освещения является обязательным для современных зданий.

## Описание
Система аварийного освещения содержит в себе источник резервного автономного питания (генератор, аккумулятор), светильники с рефлектором и блок управления, который обеспечивает автоматическое включение источников света при исчезновении питающего напряжения. В случае использования аккумуляторов, блок управления также обеспечивает подзарядку аккумуляторов при наличии питающего напряжения.
Первые системы аварийного освещения использовали лампы накаливания и галогенные лампы. Современные источники содержат светодиоды высокой яркости, обеспечивая мощный поток света в аварийной ситуации. Часто аккумулятор и блок управления совмещены в законченном устройстве - светильнике, что обеспечивает полную независимость такого светильника.
Конструкция светильника может предусматривать кнопку "тест" для проверки работоспособности светильника. Как и любое оборудование содержащее аккумуляторы системы аварийного освещения требуют регулярной регламентной проверки и обслуживания для гарантии того, что они сработают в экстренной ситуации.
ГОСТ 55842-2013 требует время автономной работы аварийного освещения не менее 1 часа. Автономными системами подсветки также оснащаются знаки эвакуации.
Уровень освещенности, создаваемый аварийным освещением, должен быть достаточным для ориентирования в пространстве и обеспечения нормальной эвакуации. В зданиях полностью освещаемых искусственно (склады, торговые центры и т.д.) от аварийного освещения полностью зависит успешность эвакуации.

## Внешние ссылки
- Аварийное освещение – виды, требования, схемы устройства
- ICEL  Industry Committee for Emergency Lighting (UK)
- NEMA Emergency Lighting Section National Electrical Manufacturers Association (US)
- How to locate emergency lighting - a guide (UK)
- Planning and Placement - An Emergency Lighting Guide (UK)